# 神階

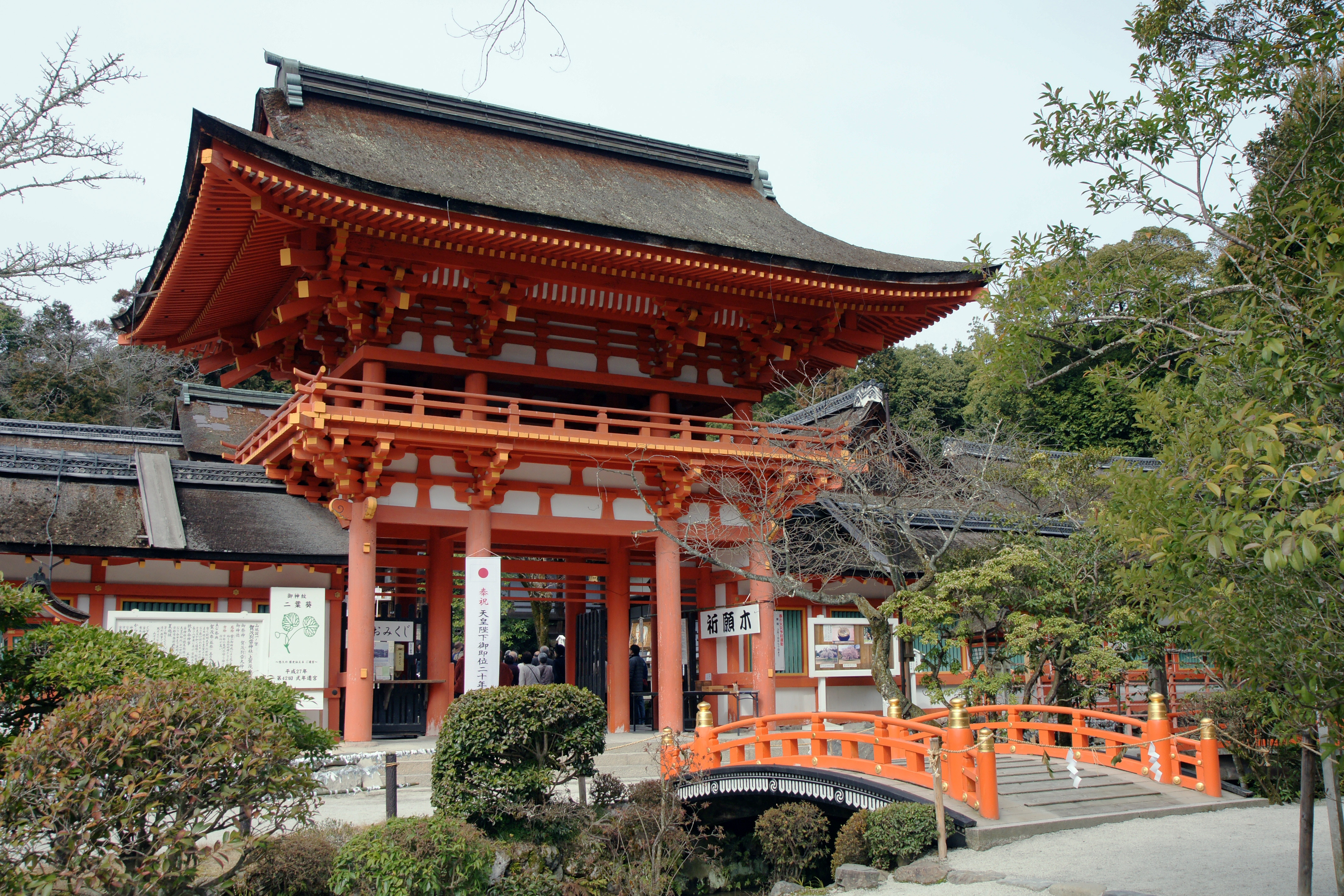
賀茂別雷神社（京都府京都市）
極位である「正一位勲一等」を授けられた一社。

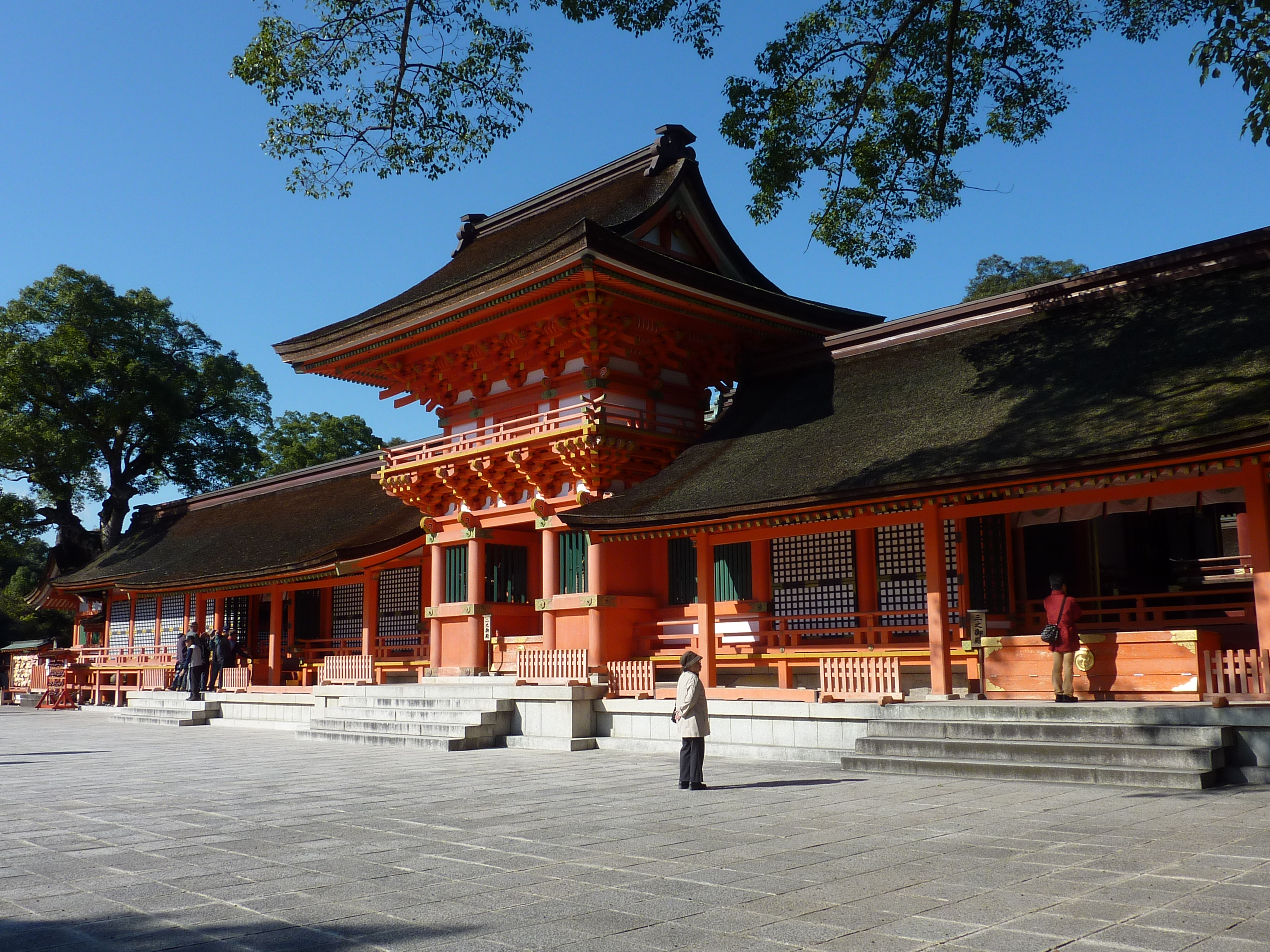
宇佐神宮（大分県宇佐市）
珍しい「一品」の品位が授けられた一社。

神階（しんかい）または神位（しんい）は、日本において神道の神に授けられた位階。

## 概要
神階とは、人臣に授けられた位階を神にも授けたものである。より正確には、位階は人にも神にも区別なく授けられたもので、そのうち神に授けられたものが神階と呼ばれている。仕組みは人臣に対する位階と同じで、文位（狭義の位階）・武位（勲位・勲等）・品位の3種がある。
文位・位階
文位（ぶんい）・位階（いかい）として、人に対しては少初位下から正一位までの30階があるが、神に対するものは正六位から正一位までの15階がある。神に位階を授けた最初の記録は『日本書紀』において天武天皇元年（673年）7月に壬申の乱に際して霊験を現した大和国の高市御県坐鴨事代主神（たけちのみあがにますかものことしろぬしのかみ）、牟狭坐神（むさにますのかみ）、村屋坐弥富都比売神（むらやにますみふつひめのかみ）に位を授与したとする記述である。嘉祥4年（851年）には全国の神社の祭神に正六位以上の神階が贈られ、次第に濫授されるようになった。
人の位階同様、「正○位」の「正」は「しょう」、「従○位」の「従」は「じゅ」と読む。また「三位」は「さんみ」、「四位」は「しい」と読む。
武位・勲位・勲等
武位（ぶい）・勲位（くんい）・勲等（くんとう）として、人・神とも勲十二等から勲一等までの12等がある。人に対しては武勲を上げた者に与えられたが、7世紀半ばからそれ以外の者にも与えられるようになった。神に対しても同様である。神に勲位を与えた記述の初見は天平神護元年（765年）、恵美押勝の乱で霊験を現した近江国の都久夫須麻神（つくぶすまのかみ）に勲八等を与えたとするものである。11世紀以降は神に対する勲位の授与は行われていない。
品位
品位（ほんい）として、人については皇族に授けられるものである。神に対しては授けられた例はあまりない。天平勝宝元年（749年）12月、豊前国の宇佐八幡の大神（八幡神）に対して一品（いっぽん）を、その比売神に対して二品（にほん）を与えた例などがある。
神社ごとに定められる社格に対し、神階は神に与えられるものである。人に対する位階はそれによって就ける官職が異なったり位田が支給されたりなどの特典を伴うものであったのと同じように、神に対する位階は初期には食封・位田を伴っていた。しかしのちにその給与はなくなって単なる栄誉的性格を強め、神階よりも神社の社格の方が重視されていた。また、分祀の際には神階は引き継がれず神階を引き継ぐ場合には勅許が必要であった。しかし、律令制の崩壊とともに分祀先でも勧請元の神社の神階を名乗る神社も現れた。特に稲荷神社は総本社である伏見稲荷大社が正一位であるとして、そこから勧請を受けた稲荷神社も正一位を称している。
神階の授与は神祇官や諸国からの申請に基づいて公卿の会議で議論され、天皇への奏聞を経て決定された。しかし、平安時代になると神祇官や国司が勝手に神階を授与するということもたびたび行われるようになった。中世以降は吉田家も「宗源宣旨（そうげんせんじ）」といわれる宣旨で神階を発行するようになった。宗源宣旨は当初は天皇の勅許の下に発行されていたが、のちに吉田家が独自に発行するようになった。
江戸時代の寛保3年12月15日（1744年1月29日）、桜町天皇と関白一条兼香は神階の授与に関する最終決定は勅許によるものに限定し、吉田家による宗源宣旨の発行は停止されて同家は天皇への執奏のみを行うこととされた。京都所司代牧野貞通や寺社奉行大岡忠相もこれを承知していることから、決定については江戸幕府の同意を得ていたと考えられている。また、江戸幕府も神階授与に関与していた形跡があるが、あくまでも幕府が主体となって神階授与を働きかけた際に主導的な役割を果たしたものであると考えられ、幕府との関係性が薄い地方の神社の神階授与までは関与しなかったとみられる。前者の場合には幕府からの下行米が朝廷に贈られることがあったが、後者は原則として神社側の費用負担が前提になっていた（これに対して、神号授与に関しては江戸幕府の同意が必要であった）。江戸時代を通じて神階授与が65件しか確認されない（うち27件が1850年代以降に集中している）のは、神社側の負担の大きさも影響しているとみられている。
神階の制度は明治時代に廃止されたが、現在も社名に神階をつけている神社がある。

## 変遷

### 六国史終了時点での神階一覧
六国史終了時点（887年）での各神の神階の一覧。

### 諸神同時昇叙
平安時代中期以降には、諸神に対する同時昇叙の例があった。文献に見える昇叙例は次の通り。
| 年月日                     | 範囲               | 昇叙理由                                                    |
| -------------------------- | ------------------ | ----------------------------------------------------------- |
| 嘉祥3年（850年）12月8日    | 天下大小諸神       | 即位の際の恩典                                              |
| 貞観元年（859年）1月27日   | 267社              | 即位の際の恩典                                              |
| 寛平9年（897年）12月13日   | 340社              | 即位の際の恩典                                              |
| 天慶3年（940年）1月6日     | 天下又は諸国の諸神 | 兵革の祈祷（平将門の乱鎮撫） 極位（正一位）の際は封戸を奉献 |
| 永保元年（1081年）2月10日  | 天下又は諸国の諸神 | 辛酉革命                                                    |
| 永治元年（1141年）7月10日  | 天下又は諸国の諸神 | 辛酉革命                                                    |
| 治承元年（1177年）12月12日 | 天下又は諸国の諸神 | 兵革の祈祷（鹿ケ谷の陰謀）                                  |
| 元暦2年（1185年）3月4日    | 天下又は諸国の諸神 | 兵革の祈祷（平家滅亡）                                      |
| 建仁元年（1201年）2月13日  | 天下又は諸国の諸神 | 辛酉革命                                                    |
| 弘長元年（1261年）2月20日  | 天下又は諸国の諸神 | 辛酉革命                                                    |
| 建治元年（1275年）7月20日  | 天下又は諸国の諸神 | 兵革の祈祷（元寇準備開始） 極位の際は禰宜・祝らに叙位       |
| 元亨元年（1321年）3月28日  | 諸神               | 辛酉革命 一階を進める例文は見えず                           |
| 永徳元年（1381年）2月24日  | 天下又は諸国の諸神 | 辛酉革命                                                    |
| 文亀元年（1501年）2月29日  | 天下又は諸国の諸神 | 辛酉革命                                                    |

諸神同時昇叙において、嘉祥4年（851年）には既に従五位下以上の諸神には一階を増し、大社並の名神は無位でも従五位下を授け、これ以外の無位の諸神を正六位上に叙した。こうした諸神増一階はその後、天慶3年から永徳元年（平安中期から室町初期）までに9回行われたという。室町時代中頃以降の初叙には年代通算相当の位階を奉ったが、その場合には貞観・寛平・元亨年度の加算を除くことが例とされた。
なお神階で諸神序列が進んだ時代には、貞観元年（859年）の清和天皇の時を初例とし仁和2年（888年）に制度化された「一代一度大神宝使の制」があった。これは、天皇の一代一度に、即位大典ごとに伊勢大神宮並びに五畿七道各国の諸名神に神宝・御幣を捧げて即位を告げたものである。朝廷から奉献対象は66カ国のうちから京畿七道の50社で、鎌倉時代中期まで継続したという。「一代一度大神宝使」発遣の儀礼内容は、『左経記』寛仁元年（1017年）10月2日条などに詳述されている。